# Joseph Dominique Papin
Pour les articles homonymes, voir Papin.
Joseph Dominique Papin, deuxième comte de Saint-Christau, né le 5 août 1784 à Aire-sur-l'Adour, mort le 6 octobre 1841 à Benquet , est un homme politique et propriétaire foncier français.

## Présentation
Joseph Dominique Papin est un aristocrate, fils de Jean-Baptiste Papin, premier comte de Saint-Christau, personnalité politique enterrée au Panthéon. Il est également le frère cadet d'Adèle Duchâtel, maîtresse de 1804 à 1805 de l'empereur Napoléon Premier. 

### Carrière politique
Joseph Dominique Papin est trésorier général de l'Hôtel des Invalides avant de revenir habiter à Mont-de-Marsan, chef-lieu du département français des Landes, et dans son domaine de Benquet. Maire de cette commune (1835-1841), il est également conseiller général des Landes pour le canton de Grenade-sur-l'Adour (1833-1836) puis le canton de Sabres (1839-1841). Selon les dires du préfet des Landes, il est un des censitaires les plus importants du département, puisqu'il paie 3 660,39 francs de cens en 1841. Comme tous les membres de la famille Papin, il mène grand train et les bals qu'il donne dans l'hôtel Papin dont il hérite de son père à Mont-de- Marsan fait toujours l'objet d'un compte-rendu dans le Journal des Landes.

### Famille
Joseph Dominique Papin est le fils de Jean-Baptiste Papin (1856-1809) et de Marie Baptiste de Francine (Saint Sébastien, 16 février 1762 - Benquet, 24 mai 1827).
Il épouse, le 19 mars 1833 à Niort, Adèle Germain, qui y décède à l'âge de 85 ans. Le couple a trois filles :
- Antoinette, Jenny, Louise Papin, née à Benquet le 10 janvier 1834[3]. Elle épouse, le 26 juin 1854, Pierre, Antoine, Edmond Cayrel, né à Tonneins le 22 février 1820 et y demeurant ;
- Françoise, Geneviève, Caroline Papin, née à Benquet, le 27 janvier 1836[4]. Elle épouse Henri Alquier, demeurant à La Rochelle ;
- Jenny, Léonie, Gabrielle, Adèle Papin, née à Benquet le 23 janvier 1838[5]. Elle épouse Ariste Larroque, propriétaire du château de Castillon, à Arengosse[2].

### Postérité
Joseph Dominique Papin est enterré à côté de sa mère au cimetière de Benquet, où deux stèles marquent l'emplacement de leur sépulture. 
A son décès, sa veuve et leurs trois filles recueillent son héritage mais celui-ci est grevé d'hypothèques. Le 19 juillet 1855, elles vendent au marquis de Cornulier et au marquis de Monti le domaine de Benquet et leurs propriétés d'Aurice, de Bas-Mauco, de Montgaillard et de Saint-Sever, pour la somme de 745 000 francs. Mais il convient d'apurer les dettes et de relever les hypothèques et il ne reste que 497 178,42 francs. En 1862, c'est la vente au marquis Adhémar de Guilloutet de l'hôtel de Mont-de-Marsan, grevé lui aussi d'hypothèques.
Il est le dernier comte de Saint-Christau. Après lui, la descendance de Jean-Baptiste, comte Papin, n'est plus représentée à Mont-de-Marsan. Elle perdure néanmoins toujours en ligne féminine.

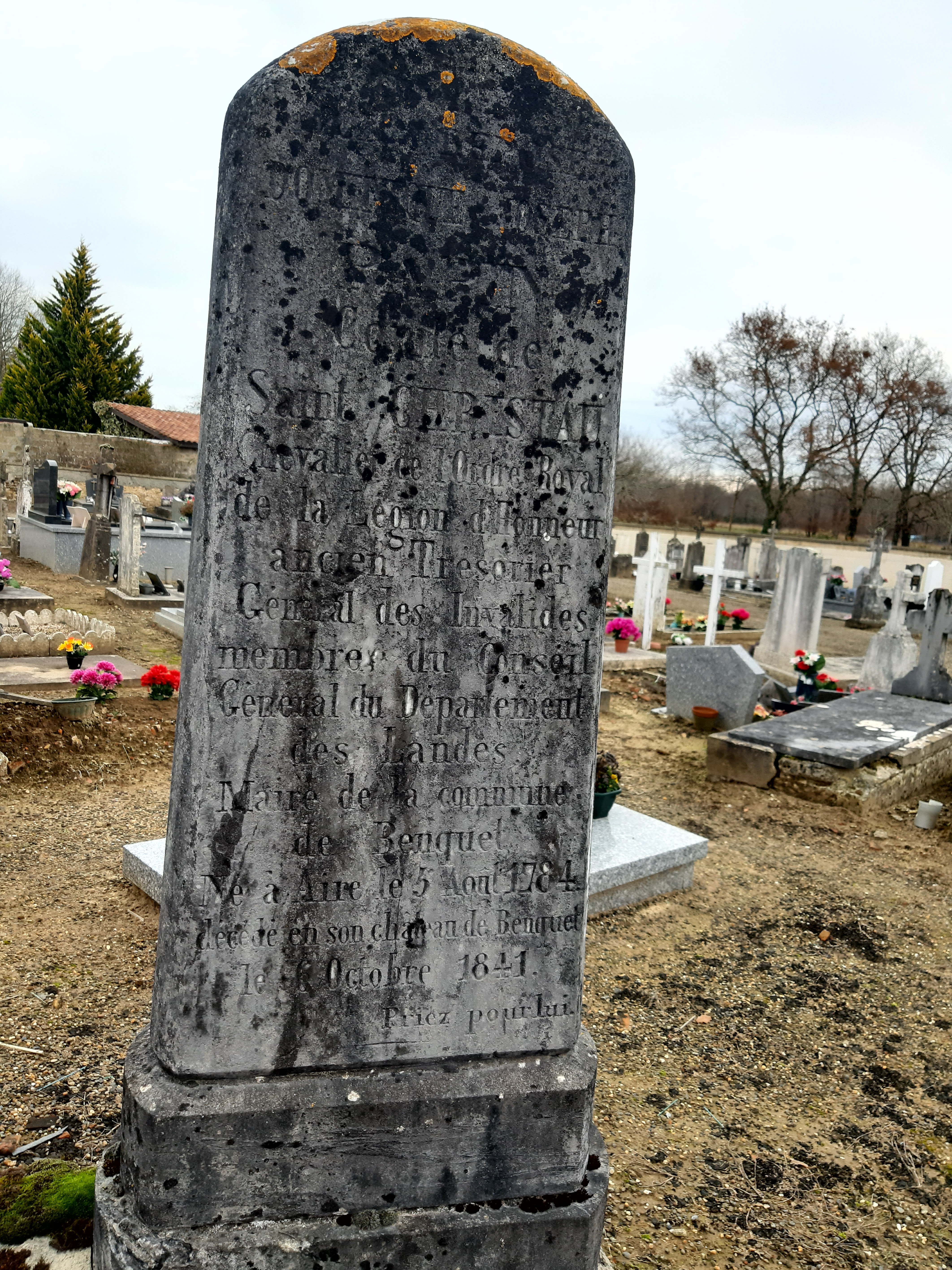
Stèle du comte Dominique Joseph Papin, au cimetière de Benquet
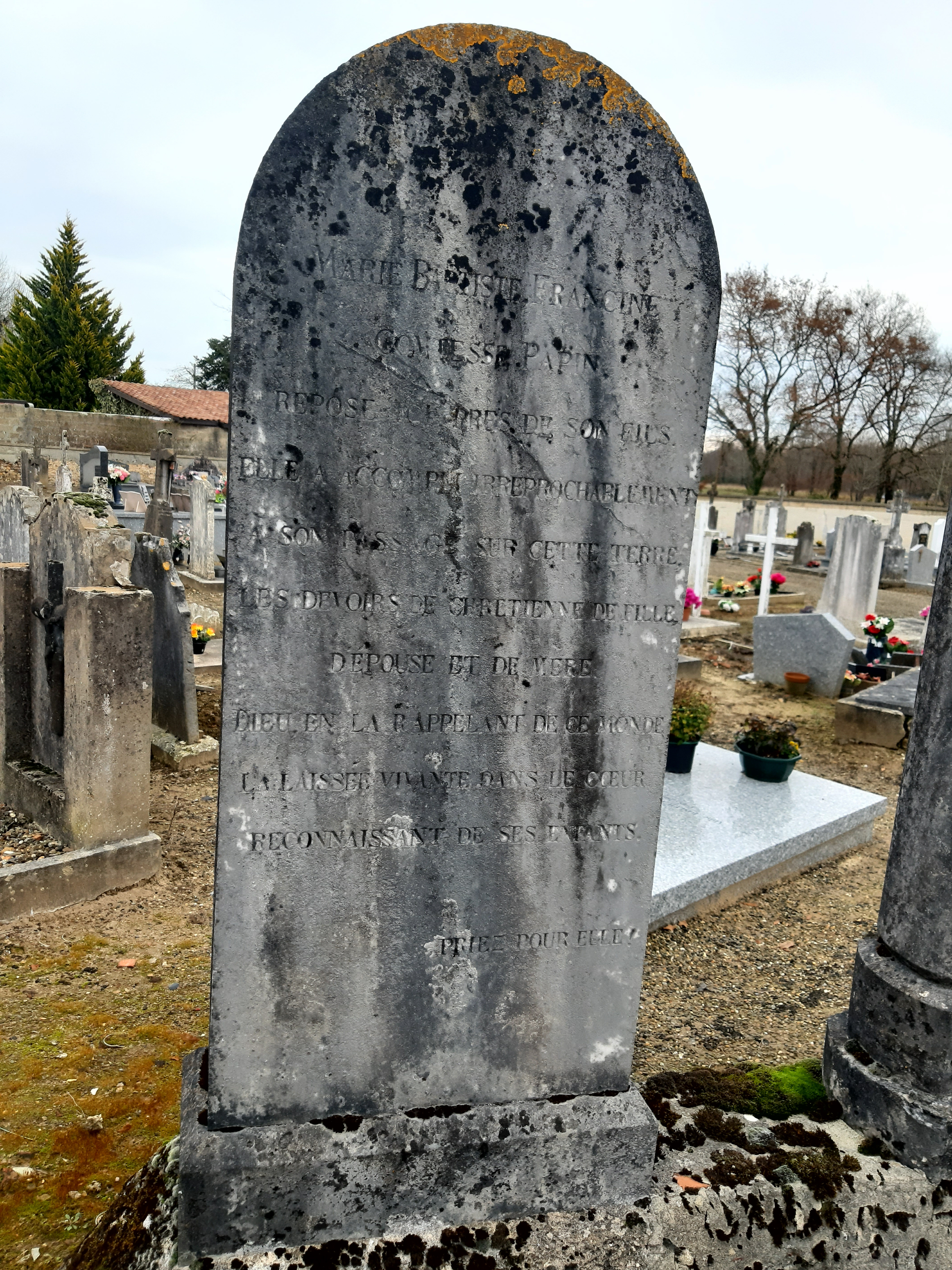
Stèle de sa mère, Marie Baptiste de Francine, comtesse Papin, à ses côtés